# 黃花狸藻
黃花狸藻，又称黄花挖耳草，水上一枝黄花，金鱼茜為狸藻屬中大型的多年生浮水食虫植物。其种加词“aurea”来源于拉丁文，意为“金色”，指其植株颜色，为水生植物。其分布范围为印度至日本及澳大利亚。

## 形态特征
黄花狸藻为水生草本。茎匍匐，分枝，圆柱形，长15至20厘米，直径0.5至2毫米。叶互生或轮生，长2至6厘米，细刚毛。叶具3至4达基部深裂，裂片先呈羽状，后一至四回二歧状，末回呈毛发状。无冬芽。
黄花狸藻的捕虫囊侧生于叶裂片，呈斜卵球形，侧扁，具短梗，长1至4毫米。囊口侧生于捕虫囊，唇上部具2条常疏生分枝的刚毛。
黄花狸藻的花序为总状花序，直立，长5至25厘米。花位于花序中上部，3至8朵，无被毛。花序轴圆柱形，长6至15厘米，直径0.3至1.3毫米，无鳞片或少鳞片。小苞片抱茎或不存在。苞片基部着生，宽卵圆形，长1.5至2毫米，末端圆形或急尖。花梗丝状，横切面为椭圆形，长4至20毫米；开花时直立，开花后下弯。花萼2裂至基部，裂片近等，上唇略长，卵形或卵状长椭圆形；花时长3至4毫米，末端钝形，边缘内曲；果时长7至9毫米，略肉质，展开或反折。花冠长10至15毫米，黄色，喉部偶尔具橙红色条纹，外表面无毛或疏生短柔毛。上唇宽卵形或近圆形，末端圆形，长约为上萼片的2倍。下唇椭圆形，末端圆形或微凹，喉凸隆起呈浅囊状，较上唇长。距近筒形，长约5毫米，基部为圆锥状，末端钝形。距比下唇长或短，并与下唇平行或呈锐角。雄蕊2枚，着生于花冠基部，无毛被，花丝长约2毫米，线形，上部大，药室汇合。子房球形，密生腺体，无毛被。花柱长约为子房的一半，无毛被，花后延长。柱头二裂，下唇为半圆形，边缘具毛，上唇极短，钝形，无毛被。蒴果球形或圆锥形，直径4至5毫米，末端具喙状宿存花柱，周裂。种子直径0.8至2毫米，盾状，淡褐色，具5至6个角及细小网状突起，角上具极狭的棱翅，无毛被。
黄花狸藻少见假根，存在时轮生于花序轴基部或近基部，扁平，膨大。假根长2至6厘米，直径1至3毫米，具丝状分枝。

## 分布范围
黄花狸藻通常生长于海拔50米至2680米的稻田或池塘中。其分布于东亚、东南亚等地，包括伊朗、印度、巴基斯坦、尼泊尔、孟加拉、斯里兰卡、中南半岛、菲律宾、马来西亚、印度尼西亚、日本、韩国、澳大利亚、中国江苏、安徽、浙江、江西、福建、湖北、湖南、广东、广西、云南及台湾。

## 相关物种
黄花狸藻常与南方狸藻（U. australis）和普通狸藻（U. vulgaris）混淆。黄花狸藻与这两者的差别为其花序轴上无鳞片。即使存在，鳞片也小于苞片。而南方狸藻和普通狸藻花序轴的鳞片多，且与苞片等大。
| 南方狸藻、黄花狸藻和普通狸藻之间形态特征的区别 |                |                       |            |
| 形态特征                                       | 南方狸藻       | 黄花狸藻              | 普通狸藻   |
| 羽片                                           | 均位于同一平面 | 非同一平面            | 非同一平面 |
| 小羽片齿状缘                                   | 有             | 无                    | 无         |
| 鳞片                                           | 有             | 无，极少出现长约1毫米 | 有         |
| 苞片或鳞片尺寸                                 | 约3毫米        | 约2毫米               | 约3毫米    |
| 苞片基部                                       | 耳状           | 抱茎                  | 耳状       |

## 外部連結
- 食虫植物照片搜寻引擎中黃花狸藻的照片 （页面存档备份，存于）
- 黄花狸藻. 中山大学生物博物馆. 2007-5-8.

 维基共享资源上的相關多媒體資源：黃花狸藻
 維基物種上的相關：黃花狸藻